# Demosthenesia pearcei
Demosthenesia pearcei là một loài thực vật có hoa trong họ Thạch nam. Loài này được (Britton) A.C.Sm. mô tả khoa học đầu tiên năm 1936.